# Michal Martikán
Michal Martikán (Liptovský Mikuláš, 18 de maio de 1979) é um canoísta de slalom eslovaco na modalidade de canoagem.

## Carreira
Grande nome da modalidade, em cinco participações em Jogos Olímpicos, obteve cinco medalhas, entre Atlanta 1996 (ouro) e Londres 2012, onde obteve o bronze.
Foi o porta-bandeira da delegação de Eslováquia na Olimpíada de 2004.